# Campeonato Descentralizado 1978
El Campeonato Descentralizado 1978 fue la quincuagésima segunda edición de la Primera División del Perú y la decimotercera bajo el formato del Torneo Descentralizado, jugado con dieciséis equipos. La organización, control y desarrollo del torneo estuvo a cargo de la Asociación Deportiva de Fútbol Profesional (ADFP), bajo la supervisión de la Federación Peruana de Fútbol (FPF).

## Sistema de competición
Como en temporadas anteriores, consta de un grupo único integrado por dieciséis clubes de toda la geografía peruana. Siguiendo un sistema de liga, los dieciséis equipos se enfrentan todos contra todos en dos ocasiones, una en campo propio y otra en campo contrario, sumando un total de treinta jornadas. El orden de los encuentros se decidirá por sorteo antes de empezar la competición.
La clasificación final se establecerá teniendo en cuenta los puntos obtenidos en cada enfrentamiento, a razón de dos por partido ganado, uno por empate y ninguno en caso de derrota. Si al finalizar el campeonato dos equipos igualan a puntos, los mecanismos para desempatar la clasificación son los siguientes:
- El que tiene una mejor diferencia de goles en el campeonato.
- El que tiene una mejor diferencia de goles en partidos jugados entre ellos.
- Sorteo.

En el caso de que el Primer y Segundo clasificado estén empatados a puntos, el mecanismo es el siguiente:
- Partido en cancha neutral, si el partido termina en empate, se decidirá por medio de los penales.

### Clasificación para torneos internacionales
La CONMEBOL otorga a la Liga peruana dos plazas de clasificación para la Copa Libertadores 1979 que se distribuirá de la siguiente forma:
- Perú 1: Campeón del Campeonato Descentralizado 1978.[1]
- Perú 2: Subcampeón del Campeonato Descentralizado 1978.

### Descenso
El último clasificado descenderá a la Copa Perú 1979.

## Equipos participantes

### Localización
Perú estaba dividido en veintitrés departamentos y una provincia constitucional, con diez de estas representadas en el campeonato con por lo menos un equipo. La Provincia de Lima cuenta con la mayor cantidad de representantes (6 equipos), seguido por la Provincia Constitucional del Callao (2 equipos) y de las demás regiones (1 equipo)
| Lima       | 6 | Alianza Lima, Deportivo Municipal, Defensor Lima, Sporting Cristal, Unión Huaral y Universitario | Colegio Nacional Iquitos Coronel Bolognesi Unión Huaral Atlético Torino Juan Aurich Melgar Alfonso Ugarte León de Huánuco Deportivo Junín Equipos de Lima: · Alianza Lima Defensor Lima Deportivo Municipal Sporting Cristal Universitario Equipos del Callao: · Atlético Chalaco Sport Boys Localización de los equipos de la Primera División 1978 |
| Callao     | 2 | Atlético Chalaco y Sport Boys                                                                    | Colegio Nacional Iquitos Coronel Bolognesi Unión Huaral Atlético Torino Juan Aurich Melgar Alfonso Ugarte León de Huánuco Deportivo Junín Equipos de Lima: · Alianza Lima Defensor Lima Deportivo Municipal Sporting Cristal Universitario Equipos del Callao: · Atlético Chalaco Sport Boys Localización de los equipos de la Primera División 1978 |
| Arequipa   | 1 | Melgar                                                                                           | Colegio Nacional Iquitos Coronel Bolognesi Unión Huaral Atlético Torino Juan Aurich Melgar Alfonso Ugarte León de Huánuco Deportivo Junín Equipos de Lima: · Alianza Lima Defensor Lima Deportivo Municipal Sporting Cristal Universitario Equipos del Callao: · Atlético Chalaco Sport Boys Localización de los equipos de la Primera División 1978 |
| Huánuco    | 1 | León de Huánuco                                                                                  | Colegio Nacional Iquitos Coronel Bolognesi Unión Huaral Atlético Torino Juan Aurich Melgar Alfonso Ugarte León de Huánuco Deportivo Junín Equipos de Lima: · Alianza Lima Defensor Lima Deportivo Municipal Sporting Cristal Universitario Equipos del Callao: · Atlético Chalaco Sport Boys Localización de los equipos de la Primera División 1978 |
| Junín      | 1 | Deportivo Junín                                                                                  | Colegio Nacional Iquitos Coronel Bolognesi Unión Huaral Atlético Torino Juan Aurich Melgar Alfonso Ugarte León de Huánuco Deportivo Junín Equipos de Lima: · Alianza Lima Defensor Lima Deportivo Municipal Sporting Cristal Universitario Equipos del Callao: · Atlético Chalaco Sport Boys Localización de los equipos de la Primera División 1978 |
| Lambayeque | 1 | Juan Aurich                                                                                      | Colegio Nacional Iquitos Coronel Bolognesi Unión Huaral Atlético Torino Juan Aurich Melgar Alfonso Ugarte León de Huánuco Deportivo Junín Equipos de Lima: · Alianza Lima Defensor Lima Deportivo Municipal Sporting Cristal Universitario Equipos del Callao: · Atlético Chalaco Sport Boys Localización de los equipos de la Primera División 1978 |
| Piura      | 1 | Atlético Torino                                                                                  | Colegio Nacional Iquitos Coronel Bolognesi Unión Huaral Atlético Torino Juan Aurich Melgar Alfonso Ugarte León de Huánuco Deportivo Junín Equipos de Lima: · Alianza Lima Defensor Lima Deportivo Municipal Sporting Cristal Universitario Equipos del Callao: · Atlético Chalaco Sport Boys Localización de los equipos de la Primera División 1978 |
| Puno       | 1 | Alfonso Ugarte                                                                                   | Colegio Nacional Iquitos Coronel Bolognesi Unión Huaral Atlético Torino Juan Aurich Melgar Alfonso Ugarte León de Huánuco Deportivo Junín Equipos de Lima: · Alianza Lima Defensor Lima Deportivo Municipal Sporting Cristal Universitario Equipos del Callao: · Atlético Chalaco Sport Boys Localización de los equipos de la Primera División 1978 |
| Loreto     | 1 | Colegio Nacional Iquitos                                                                         | Colegio Nacional Iquitos Coronel Bolognesi Unión Huaral Atlético Torino Juan Aurich Melgar Alfonso Ugarte León de Huánuco Deportivo Junín Equipos de Lima: · Alianza Lima Defensor Lima Deportivo Municipal Sporting Cristal Universitario Equipos del Callao: · Atlético Chalaco Sport Boys Localización de los equipos de la Primera División 1978 |
| Tacna      | 1 | Coronel Bolognesi                                                                                | Colegio Nacional Iquitos Coronel Bolognesi Unión Huaral Atlético Torino Juan Aurich Melgar Alfonso Ugarte León de Huánuco Deportivo Junín Equipos de Lima: · Alianza Lima Defensor Lima Deportivo Municipal Sporting Cristal Universitario Equipos del Callao: · Atlético Chalaco Sport Boys Localización de los equipos de la Primera División 1978 |

### Ascensos y descensos
Un total de 16 equipos disputan la liga: los 15 primeros clasificados del Campeonato Descentralizado 1977 y el campeón de la Copa Perú 1977.

#### Descenso a Copa Perú
El único equipo que descendió en la temporada pasada fue el Cienciano del Cusco, tras haber perdido la promoción contra Deportivo Municipal. Pese a haber ganado el primer partido 2-1 en Cusco, se tuvo que ir a un partido de desempate porque en la vuelta en Lima, Municipal logró superarlo por 3-1. Ya en el partido definitorio jugado en el Estadio Félix Castillo Tardío de Chincha, "Muni" logró imponerse por 1-0 y con eso descender a Cienciano luego de haber permanecido cinco temporadas consecutivas en Primera División.

#### Ascenso de Copa Perú
Atlético Torino fue el campeón de la Copa Perú 1977, llegando a la Ronda Final como el representante de Piura. Comenzó empatando con UTC, pero obtuvo tres victorias consecutivas contra Juventud La Palma, Pesca Perú y José Carlos Mariátegui, justamente con la victoria ante este último, logró ascender matemática un 5 de octubre de 1977. Finalmente, empató con ADT, terminando en el primer lugar con 8 puntos, volviendo a Primera División después de 5 años.
| Pos. | Descendidos a Copa Perú |
| ---- | ----------------------- |
| 16.º | Cienciano               |

| Pos. | Ascendidos de Copa Perú |
| ---- | ----------------------- |
| 1.º  | Atlético Torino         |

### Información de los equipos
| Equipo              | Ciudad   | Entrenador        | Estadio              | Aforo  |
| ------------------- | -------- | ----------------- | -------------------- | ------ |
| Alfonso Ugarte      | Puno     | Diego Agurto      | Enrique Torres Belón | 20 000 |
| Alianza Lima        | Lima     | Juan Hohberg      | Alejandro Villanueva | 33 938 |
| Atlético Chalaco    | Callao   | César Cubilla     | Telmo Carbajo        | 6 000  |
| Atlético Torino     | Talara   | Roberto Drago     | Campeonísimo         | 8 000  |
| CNI                 | Iquitos  | Alejandro Heredia | Max Agustín          | 24 000 |
| Coronel Bolognesi   | Tacna    | Luis Roth         | Jorge Basadre        | 19 850 |
| Defensor Lima       | Lima     | Oscar Salas       | Nacional             | 45 750 |
| Deportivo Junín     | Huancayo | Benicio Acosta    | Huancayo             | 20 000 |
| Deportivo Municipal | Lima     | Donato Hernández  | Nacional             | 45 750 |
| Juan Aurich         | Chiclayo | Eloy Campos       | Elías Aguirre        | 24 500 |
| León de Huánuco     | Huánuco  | Julio Meléndez    | Heraclio Tapia       | 15 000 |
| FBC Melgar          | Arequipa | Carlos Puertas    | Mariano Melgar       | 20 000 |
| Sport Boys          | Callao   | José Chiarella    | Miguel Grau          | 15 000 |
| Sporting Cristal    | Lima     | José Fernández    | Nacional             | 45 750 |
| Unión Huaral        | Huaral   | Moisés Barack     | Julio Lores Colan    | 10 000 |
| Universitario       | Lima     | Roberto Scarone   | Nacional             | 45 750 |

## Tabla de posiciones

### Clasificación
|     |  | Equipo              | PJ | G  | E  | P  | GF | GC | Dif | Pts | Notas                  |
| --- |  | ------------------- | -- | -- | -- | -- | -- | -- | --- | --- | ---------------------- |
| 1.  |  | Alianza Lima (C)    | 30 | 20 | 4  | 6  | 63 | 20 | +43 | 44  | Copa Libertadores 1979 |
| 2.  |  | Universitario       | 30 | 21 | 1  | 8  | 62 | 28 | +34 | 43  | Copa Libertadores 1979 |
| 3.  |  | Sporting Cristal    | 30 | 18 | 6  | 6  | 61 | 28 | +33 | 42  |                        |
| 4.  |  | Juan Aurich         | 30 | 13 | 12 | 5  | 39 | 25 | +14 | 38  |                        |
| 5.  |  | Sport Boys          | 30 | 12 | 10 | 8  | 44 | 37 | +7  | 34  |                        |
| 6.  |  | Melgar              | 30 | 12 | 9  | 9  | 39 | 34 | +5  | 33  |                        |
| 7.  |  | León de Huánuco     | 30 | 10 | 10 | 10 | 27 | 35 | -8  | 30  |                        |
| 8.  |  | Atlético Chalaco    | 30 | 10 | 8  | 12 | 37 | 43 | -6  | 28  |                        |
| 9.  |  | CNI                 | 30 | 9  | 10 | 11 | 28 | 35 | -7  | 28  |                        |
| 10. |  | Coronel Bolognesi   | 30 | 9  | 10 | 11 | 30 | 41 | -11 | 28  |                        |
| 11. |  | Unión Huaral        | 30 | 10 | 6  | 14 | 39 | 51 | -12 | 26  |                        |
| 12. |  | Atlético Torino     | 30 | 9  | 6  | 15 | 35 | 47 | -12 | 24  |                        |
| 13. |  | Deportivo Municipal | 30 | 8  | 6  | 16 | 25 | 32 | -7  | 22  |                        |
| 14. |  | Alfonso Ugarte      | 30 | 8  | 6  | 16 | 44 | 59 | -15 | 22  |                        |
| 15. |  | Deportivo Junín     | 30 | 8  | 5  | 17 | 36 | 62 | -26 | 21  |                        |
| 16. |  | Defensor Lima       | 30 | 6  | 5  | 19 | 40 | 72 | -32 | 17  | Copa Perú 1979         |

|  | Campeón, Copa Libertadores 1979           |
|  | Copa Libertadores 1979                    |
|  | Desciende a Copa Perú 1979 Etapa Nacional |
|                          |
| Bicampeón Nacional       |
| Alianza Lima 18.° título |

### Evolución de la clasificación
| Jornada                  | 1  | 2  | 3  | 4  | 5  | 6  | 7  | 8  | 9  | 10 | 11 | 12 | 13 | 14 | 15 | 16 | 17 | 18 | 19 | 20 | 21 | 22 | 23 | 24 | 25 | 26 | 27 | 28 | 29 | 30 |
| Equipo                   |    |    |    |    |    |    |    |    |    |    |    |    |    |    |    |    |    |    |    |    |    |    |    |    |    |    |    |    |    |    |
| ------------------------ | -- | -- | -- | -- | -- | -- | -- | -- | -- | -- | -- | -- | -- | -- | -- | -- | -- | -- | -- | -- | -- | -- | -- | -- | -- | -- | -- | -- | -- | -- |
| Alianza Lima             | 13 | 13 | 14 | 11 | 5  | 4  | 7  | 6  | 4  | 5  | 3  | 2  | 3  | 5  | 6  | 6  | 5  | 3  | 2  | 1  | 3  | 2  | 1  | 1  | 1  | 1  | 1  | 1  | 1  | 1  |
| Universitario            | 12 | 16 | 11 | 9  | 11 | 7  | 4  | 8  | 8  | 8  | 6  | 5  | 4  | 3  | 2  | 3  | 2  | 1  | 1  | 2  | 1  | 1  | 2  | 2  | 2  | 2  | 2  | 2  | 2  | 2  |
| Sporting Cristal         | 14 | 14 | 15 | 12 | 7  | 2  | 1  | 1  | 1  | 1  | 4  | 6  | 5  | 6  | 4  | 4  | 3  | 4  | 3  | 3  | 2  | 3  | 3  | 3  | 3  | 3  | 3  | 3  | 3  | 3  |
| Juan Aurich              | 1  | 1  | 4  | 1  | 1  | 3  | 3  | 3  | 3  | 3  | 2  | 1  | 1  | 2  | 1  | 1  | 1  | 2  | 4  | 4  | 5  | 4  | 4  | 4  | 4  | 4  | 4  | 4  | 4  | 4  |
| Sport Boys               | 16 | 10 | 13 | 16 | 13 | 9  | 11 | 7  | 5  | 4  | 5  | 4  | 7  | 7  | 7  | 7  | 7  | 7  | 7  | 7  | 8  | 8  | 7  | 6  | 6  | 6  | 6  | 6  | 5  | 5  |
| FBC Melgar               | 3  | 2  | 2  | 2  | 2  | 1  | 2  | 2  | 2  | 2  | 1  | 3  | 2  | 1  | 3  | 2  | 4  | 5  | 5  | 5  | 4  | 5  | 5  | 5  | 5  | 5  | 5  | 5  | 6  | 6  |
| León de Huánuco          | 9  | 6  | 6  | 4  | 9  | 10 | 6  | 5  | 7  | 7  | 8  | 9  | 9  | 9  | 8  | 9  | 9  | 9  | 8  | 8  | 7  | 7  | 6  | 8  | 8  | 7  | 8  | 7  | 7  | 7  |
| Atlético Chalaco         | 2  | 7  | 12 | 15 | 16 | 15 | 14 | 15 | 14 | 12 | 14 | 13 | 15 | 16 | 14 | 13 | 13 | 14 | 11 | 11 | 11 | 11 | 11 | 10 | 9  | 10 | 9  | 10 | 8  | 8  |
| Colegio Nacional Iquitos | 6  | 5  | 8  | 5  | 4  | 6  | 5  | 4  | 6  | 6  | 7  | 8  | 8  | 12 | 13 | 14 | 14 | 12 | 14 | 12 | 12 | 10 | 10 | 11 | 10 | 11 | 10 | 11 | 10 | 9  |
| Coronel Bolognesi        | 5  | 9  | 5  | 8  | 6  | 8  | 9  | 10 | 9  | 9  | 9  | 7  | 6  | 4  | 5  | 5  | 6  | 6  | 6  | 6  | 6  | 6  | 8  | 7  | 7  | 8  | 7  | 8  | 9  | 10 |
| Unión Huaral             | 10 | 4  | 1  | 3  | 8  | 11 | 10 | 11 | 11 | 13 | 11 | 11 | 13 | 11 | 9  | 8  | 8  | 8  | 9  | 9  | 9  | 9  | 9  | 9  | 11 | 9  | 11 | 9  | 11 | 11 |
| Atlético Torino          | 15 | 15 | 10 | 14 | 15 | 16 | 16 | 12 | 13 | 14 | 13 | 14 | 10 | 8  | 10 | 11 | 12 | 11 | 13 | 15 | 15 | 13 | 13 | 13 | 13 | 14 | 13 | 13 | 12 | 12 |
| Deportivo Municipal      | 4  | 8  | 3  | 7  | 3  | 5  | 8  | 9  | 10 | 10 | 10 | 10 | 12 | 10 | 12 | 12 | 11 | 13 | 10 | 10 | 10 | 12 | 12 | 12 | 12 | 12 | 12 | 12 | 13 | 13 |
| Alfonso Ugarte           | 7  | 3  | 7  | 10 | 12 | 14 | 15 | 16 | 16 | 16 | 16 | 16 | 16 | 15 | 15 | 16 | 16 | 16 | 16 | 16 | 16 | 16 | 15 | 15 | 14 | 13 | 14 | 14 | 15 | 14 |
| Deportivo Junín          | 11 | 12 | 9  | 6  | 10 | 13 | 13 | 14 | 12 | 11 | 12 | 12 | 11 | 11 | 11 | 10 | 10 | 10 | 12 | 13 | 13 | 14 | 14 | 14 | 16 | 15 | 16 | 15 | 14 | 15 |
| Defensor Lima            | 8  | 11 | 16 | 13 | 14 | 12 | 12 | 13 | 15 | 15 | 15 | 15 | 14 | 13 | 16 | 15 | 15 | 15 | 15 | 14 | 14 | 15 | 16 | 16 | 15 | 16 | 15 | 16 | 16 | 16 |

- Sporting Cristal y Deportivo Junín tuvieron un partido pendiente desde la Fecha 2 a la Fecha 6.
- Atlético Torino y Alianza Lima tuvieron un partido pendiente desde la Fecha 2 a la Fecha 13.
- Sporting Cristal y FBC Melgar tuvieron un partido pendiente desde la Fecha 18 a la Fecha 23.

## Resultados
| Juan Aurich              | 4 - 2 | Sporting Cristal  | Elías Aguirre        | 8 de julio |
| Colegio Nacional Iquitos | 1 - 0 | Alianza Lima      | Max Agustín          | 8 de julio |
| FBC Melgar               | 3 - 1 | Sport Boys        | Mariano Melgar       | 9 de julio |
| Universitario            | 0 - 1 | Coronel Bolognesi | Nacional             | 9 de julio |
| Deportivo Municipal      | 3 - 2 | Deportivo Junín   | Nacional             | 9 de julio |
| León de Huánuco          | 0 - 0 | Unión Huaral      | Heraclio Tapia       | 9 de julio |
| Alfonso Ugarte           | 1 - 1 | Defensor Lima     | Enrique Torres Belón | 9 de julio |
| Atlético Chalaco         | 3 - 1 | Atlético Torino   | Telmo Carbajo        | 9 de julio |

| FBC Melgar               | 1 - 0 | Deportivo Municipal | Mariano Melgar       | 16 de julio      |
| Unión Huaral             | 3 - 1 | Coronel Bolognesi   | Julio Lores Colan    | 16 de julio      |
| Colegio Nacional Iquitos | 2 - 2 | Sport Boys          | Max Agustín          | 16 de julio      |
| Alfonso Ugarte           | 3 - 1 | Universitario       | Enrique Torres Belón | 16 de julio      |
| Defensor Lima            | 0 - 2 | Juan Aurich         | Nacional             | 16 de julio      |
| Atlético Chalaco         | 1 - 2 | León de Huánuco     | Telmo Carbajo        | 16 de julio      |
| Sporting Cristal         | 5 - 0 | Deportivo Junín     | Nacional             | 15 de agosto     |
| Atlético Torino          | 1 - 0 | Alianza Lima        | Campeonísimo         | 27 de septiembre |

| Juan Aurich         | 0 - 2 | Universitario            | Elías Aguirre     | 23 de julio |
| Sport Boys          | 1 - 1 | Alianza Lima             | Miguel Grau       | 23 de julio |
| Sporting Cristal    | 0 - 0 | FBC Melgar               | Nacional          | 23 de julio |
| Unión Huaral        | 3 - 0 | Alfonso Ugarte           | Julio Lores Colan | 23 de julio |
| Deportivo Municipal | 3 - 1 | Colegio Nacional Iquitos | Nacional          | 23 de julio |
| Atlético Torino     | 2 - 1 | León de Huánuco          | Campeonísimo      | 23 de julio |
| Deportivo Junín     | 5 - 3 | Defensor Lima            | Huancayo          | 23 de julio |
| Coronel Bolognesi   | 3 - 0 | Atlético Chalaco         | Jorge Basadre     | 23 de julio |

| Sport Boys               | 0 - 2 | Universitario     | Miguel Grau          | 29 de julio |
| Colegio Nacional Iquitos | 2 - 1 | Atlético Chalaco  | Max Agustín          | 29 de julio |
| Alianza Lima             | 5 - 1 | Unión Huaral      | Alejandro Villanueva | 30 de julio |
| Sporting Cristal         | 3 - 2 | Atlético Torino   | Nacional             | 30 de julio |
| Deportivo Municipal      | 1 - 2 | Defensor Lima     | Nacional             | 30 de julio |
| León de Huánuco          | 1 - 0 | FBC Melgar        | Heraclio Tapia       | 30 de julio |
| Alfonso Ugarte           | 0 - 0 | Juan Aurich       | Enrique Torres Belón | 30 de julio |
| Deportivo Junín          | 1 - 0 | Coronel Bolognesi | Huancayo             | 30 de julio |

| Sport Boys          | 1 - 0 | Atlético Chalaco         | Miguel Grau          | 5 de agosto |
| Sporting Cristal    | 3 - 2 | Universitario            | Nacional             | 5 de agosto |
| Alianza Lima        | 6 - 0 | León de Huánuco          | Alejandro Villanueva | 6 de agosto |
| FBC Melgar          | 2 - 1 | Alfonso Ugarte           | Mariano Melgar       | 6 de agosto |
| Juan Aurich         | 3 - 1 | Deportivo Junín          | Elías Aguirre        | 6 de agosto |
| Deportivo Municipal | 4 - 1 | Unión Huaral             | Nacional             | 6 de agosto |
| Atlético Torino     | 2 - 1 | Defensor Lima            | Campeonísimo         | 6 de agosto |
| Coronel Bolognesi   | 1 - 1 | Colegio Nacional Iquitos | Jorge Basadre        | 6 de agosto |

| Universitario            | 3 - 1 | Atlético Torino     | Nacional             | 12 de agosto |
| León de Huánuco          | 0 - 0 | Deportivo Municipal | Heraclio Tapia       | 12 de agosto |
| Defensor Lima            | 1 - 1 | Unión Huaral        | Nacional             | 12 de agosto |
| Alianza Lima             | 9 - 0 | Alfonso Ugarte      | Alejandro Villanueva | 13 de agosto |
| FBC Melgar               | 5 - 0 | Deportivo Junín     | Mariano Melgar       | 13 de agosto |
| Sport Boys               | 1 - 1 | Coronel Bolognesi   | Miguel Grau          | 13 de agosto |
| Sporting Cristal         | 1 - 1 | Atlético Chalaco    | Nacional             | 13 de agosto |
| Colegio Nacional Iquitos | 1 - 1 | Juan Aurich         | Max Agustín          | 13 de agosto |

| Universitario            | 5 - 1 | FBC Melgar      | Nacional             | 19 de agosto |
| Deportivo Municipal      | 0 - 1 | Sport Boys      | Nacional             | 19 de agosto |
| Sporting Cristal         | 2 - 1 | Alianza Lima    | Nacional             | 20 de agosto |
| Colegio Nacional Iquitos | 0 - 0 | Defensor Lima   | Max Agustín          | 20 de agosto |
| Alfonso Ugarte           | 0 - 2 | León de Huánuco | Enrique Torres Belón | 20 de agosto |
| Atlético Chalaco         | 0 - 0 | Juan Aurich     | Telmo Carbajo        | 20 de agosto |
| Deportivo Junín          | 2 - 2 | Unión Huaral    | Huancayo             | 20 de agosto |
| Coronel Bolognesi        | 1 - 1 | Atlético Torino | Jorge Basadre        | 20 de agosto |

| Sporting Cristal         | 2 - 1 | Deportivo Municipal | Nacional       | 26 de agosto |
| Universitario            | 1 - 2 | Alianza Lima        | Nacional       | 26 de agosto |
| Defensor Lima            | 1 - 5 | Sport Boys          | Nacional       | 26 de agosto |
| FBC Melgar               | 3 - 1 | Atlético Chalaco    | Mariano Melgar | 27 de agosto |
| Atlético Torino          | 4 - 0 | Alfonso Ugarte      | Campeonísimo   | 27 de agosto |
| Colegio Nacional Iquitos | 2 - 1 | Unión Huaral        | Max Agustín    | 27 de agosto |
| León de Huánuco          | 1 - 0 | Deportivo Junín     | Heraclio Tapia | 27 de agosto |
| Coronel Bolognesi        | 1 - 3 | Juan Aurich         | Jorge Basadre  | 27 de agosto |

| Alianza Lima             | 1 - 0 | Deportivo Municipal | Alejandro Villanueva | 29 de agosto |
| Juan Aurich              | 2 - 1 | Unión Huaral        | Elías Aguirre        | 29 de agosto |
| Sport Boys               | 2 - 1 | Atlético Torino     | Miguel Grau          | 29 de agosto |
| Colegio Nacional Iquitos | 0 - 0 | Sporting Cristal    | Max Agustín          | 29 de agosto |
| León de Huánuco          | 0 - 0 | Coronel Bolognesi   | Heraclio Tapia       | 29 de agosto |
| Alfonso Ugarte           | 2 - 2 | Atlético Chalaco    | Enrique Torres Belón | 29 de agosto |
| Defensor Lima            | 0 - 1 | FBC Melgar          | Nacional             | 29 de agosto |
| Deportivo Junín          | 3 - 2 | Universitario       | Huancayo             | 29 de agosto |

| Juan Aurich       | 0 - 0 | Alianza Lima             | Elías Aguirre     | 2 de septiembre |
| Sport Boys        | 1 - 0 | Alfonso Ugarte           | Miguel Grau       | 2 de septiembre |
| Sporting Cristal  | 1 - 1 | León de Huánuco          | Nacional          | 2 de septiembre |
| Unión Huaral      | 0 - 3 | Universitario            | Julio Lores Colan | 2 de septiembre |
| Atlético Torino   | 0 - 0 | FBC Melgar               | Campeonísimo      | 2 de septiembre |
| Atlético Chalaco  | 4 - 2 | Defensor Lima            | Telmo Carbajo     | 2 de septiembre |
| Deportivo Junín   | 1 - 1 | Colegio Nacional Iquitos | Huancayo          | 2 de septiembre |
| Coronel Bolognesi | 1 - 1 | Deportivo Municipal      | Jorge Basadre     | 2 de septiembre |

| Universitario       | 3 - 1 | Atlético Chalaco         | Nacional             | 8 de septiembre |
| Deportivo Municipal | 2 - 0 | Alfonso Ugarte           | Nacional             | 8 de septiembre |
| Alianza Lima        | 3 - 0 | Deportivo Junín          | Alejandro Villanueva | 9 de septiembre |
| FBC Melgar          | 2 - 1 | Colegio Nacional Iquitos | Mariano Melgar       | 9 de septiembre |
| Sport Boys          | 0 - 0 | Juan Aurich              | Miguel Grau          | 9 de septiembre |
| Atlético Torino     | 3 - 3 | Unión Huaral             | Campeonísimo         | 9 de septiembre |
| León de Huánuco     | 0 - 1 | Defensor Lima            | Heraclio Tapia       | 9 de septiembre |
| Coronel Bolognesi   | 1 - 0 | Sporting Cristal         | Jorge Basadre        | 9 de septiembre |

| Defensor Lima            | 1 - 2 | Coronel Bolognesi | Nacional             | 15 de septiembre |
| Atlético Chalaco         | 2 - 2 | Unión Huaral      | Telmo Carbajo        | 15 de septiembre |
| Alianza Lima             | 3 - 1 | FBC Melgar        | Alejandro Villanueva | 16 de septiembre |
| Deportivo Municipal      | 0 - 1 | Juan Aurich       | Nacional             | 16 de septiembre |
| Colegio Nacional Iquitos | 1 - 2 | Atlético Torino   | Max Agustín          | 16 de septiembre |
| León de Huánuco          | 0 - 2 | Universitario     | Heraclio Tapia       | 16 de septiembre |
| Alfonso Ugarte           | 2 - 0 | Sporting Cristal  | Enrique Torres Belón | 16 de septiembre |
| Deportivo Junín          | 2 - 2 | Sport Boys        | Huancayo             | 16 de septiembre |

| Sport Boys        | 2 - 5 | Sporting Cristal         | Miguel Grau          | 22 de septiembre |
| Universitario     | 2 - 0 | Colegio Nacional Iquitos | Nacional             | 22 de septiembre |
| Alianza Lima      | 1 - 2 | Defensor Lima            | Alejandro Villanueva | 23 de septiembre |
| FBC Melgar        | 3 - 3 | Unión Huaral             | Mariano Melgar       | 23 de septiembre |
| Juan Aurich       | 3 - 1 | León de Huánuco          | Elías Aguirre        | 23 de septiembre |
| Atlético Torino   | 1 - 0 | Deportivo Municipal      | Campeonísimo         | 23 de septiembre |
| Atlético Chalaco  | 0 - 1 | Deportivo Junín          | Telmo Carbajo        | 23 de septiembre |
| Coronel Bolognesi | 2 - 1 | Alfonso Ugarte           | Jorge Basadre        | 23 de septiembre |

| Alianza Lima     | 0 - 1 | Coronel Bolognesi        | Alejandro Villanueva | 29 de septiembre |
| Universitario    | 2 - 1 | Defensor Lima            | Nacional             | 29 de septiembre |
| FBC Melgar       | 2 - 0 | Juan Aurich              | Mariano Melgar       | 30 de septiembre |
| Unión Huaral     | 1 - 0 | Sporting Cristal         | Julio Lores Colan    | 30 de septiembre |
| Atlético Torino  | 2 - 1 | Deportivo Junín          | Campeonísimo         | 30 de septiembre |
| León de Huánuco  | 2 - 2 | Sport Boys               | Heraclio Tapia       | 30 de septiembre |
| Alfonso Ugarte   | 6 - 2 | Colegio Nacional Iquitos | Enrique Torres Belón | 30 de septiembre |
| Atlético Chalaco | 0 - 1 | Deportivo Municipal      | Telmo Carbajo        | 30 de septiembre |

| Universitario            | 4 - 1 | Deportivo Municipal | Nacional          | 7 de octubre |
| Juan Aurich              | 2 - 0 | Atlético Torino     | Elías Aguirre     | 8 de octubre |
| Unión Huaral             | 3 - 0 | Sport Boys          | Julio Lores Colan | 8 de octubre |
| Colegio Nacional Iquitos | 0 - 1 | León de Huánuco     | Max Agustín       | 8 de octubre |
| Defensor Lima            | 0 - 5 | Sporting Cristal    | Nacional          | 8 de octubre |
| Atlético Chalaco         | 1 - 0 | Alianza Lima        | Telmo Carbajo     | 8 de octubre |
| Deportivo Junín          | 1 - 0 | Alfonso Ugarte      | Huancayo          | 8 de octubre |
| Coronel Bolognesi        | 0 - 0 | FBC Melgar          | Jorge Basadre     | 8 de octubre |

| Sport Boys        | 0 - 0 | FBC Melgar               | Miguel Grau          | 14 de octubre |
| Sporting Cristal  | 1 - 0 | Juan Aurich              | Nacional             | 14 de octubre |
| Unión Huaral      | 1 - 0 | León de Huánuco          | Julio Lores Colan    | 14 de octubre |
| Atlético Torino   | 1 - 2 | Atlético Chalaco         | Campeonísimo         | 14 de octubre |
| Defensor Lima     | 5 - 2 | Alfonso Ugarte           | Nacional             | 14 de octubre |
| Deportivo Junín   | 1 - 0 | Deportivo Municipal      | Huancayo             | 14 de octubre |
| Coronel Bolognesi | 2 - 0 | Universitario            | Jorge Basadre        | 14 de octubre |
| Alianza Lima      | 2 - 1 | Colegio Nacional Iquitos | Alejandro Villanueva | 18 de octubre |

| Universitario       | 3 - 2 | Alfonso Ugarte           | Nacional             | 20 de octubre |
| Deportivo Municipal | 1 - 1 | FBC Melgar               | Nacional             | 20 de octubre |
| Alianza Lima        | 1 - 0 | Atlético Torino          | Alejandro Villanueva | 21 de octubre |
| Juan Aurich         | 4 - 1 | Defensor Lima            | Elías Aguirre        | 21 de octubre |
| Sport Boys          | 3 - 0 | Colegio Nacional Iquitos | Miguel Grau          | 21 de octubre |
| León de Huánuco     | 2 - 1 | Atlético Chalaco         | Heraclio Tapia       | 21 de octubre |
| Deportivo Junín     | 0 - 1 | Sporting Cristal         | Huancayo             | 21 de octubre |
| Coronel Bolognesi   | 1 - 2 | Unión Huaral             | Jorge Basadre        | 21 de octubre |

| Alianza Lima             | 2 - 1 | Sport Boys          | Alejandro Villanueva | 27 de octubre  |
| Defensor Lima            | 4 - 1 | Deportivo Junín     | Nacional             | 27 de octubre  |
| Universitario            | 2 - 0 | Juan Aurich         | Nacional             | 28 de octubre  |
| Colegio Nacional Iquitos | 1 - 0 | Deportivo Municipal | Max Agustín          | 28 de octubre  |
| León de Huánuco          | 1 - 1 | Atlético Torino     | Heraclio Tapia       | 28 de octubre  |
| Alfonso Ugarte           | 2 - 0 | Unión Huaral        | Enrique Torres Belón | 28 de octubre  |
| Atlético Chalaco         | 1 - 1 | Coronel Bolognesi   | Telmo Carbajo        | 28 de octubre  |
| FBC Melgar               | 0 - 0 | Sporting Cristal    | Mariano Melgar       | 5 de diciembre |

| FBC Melgar        | 1 - 1 | León de Huánuco          | Mariano Melgar    | 4 de noviembre |
| Juan Aurich       | 1 - 1 | Alfonso Ugarte           | Elías Aguirre     | 4 de noviembre |
| Universitario     | 2 - 1 | Sport Boys               | Nacional          | 4 de noviembre |
| Unión Huaral      | 0 - 1 | Alianza Lima             | Julio Lores Colan | 4 de noviembre |
| Atlético Torino   | 0 - 2 | Sporting Cristal         | Campeonísimo      | 4 de noviembre |
| Defensor Lima     | 1 - 3 | Deportivo Municipal      | Nacional          | 4 de noviembre |
| Atlético Chalaco  | 1 - 0 | Colegio Nacional Iquitos | Telmo Carbajo     | 4 de noviembre |
| Coronel Bolognesi | 2 - 1 | Deportivo Junín          | Jorge Basadre     | 4 de noviembre |

| Universitario            | 0 - 1 | Sporting Cristal    | Nacional             | 10 de noviembre |
| Defensor Lima            | 3 - 2 | Atlético Torino     | Nacional             | 10 de noviembre |
| Atlético Chalaco         | 2 - 0 | Sport Boys          | Telmo Carbajo        | 10 de noviembre |
| Unión Huaral             | 0 - 1 | Deportivo Municipal | Julio Lores Colan    | 11 de noviembre |
| Colegio Nacional Iquitos | 3 - 0 | Coronel Bolognesi   | Max Agustín          | 11 de noviembre |
| León de Huánuco          | 0 - 1 | Alianza Lima        | Heraclio Tapia       | 11 de noviembre |
| Alfonso Ugarte           | 1 - 2 | FBC Melgar          | Enrique Torres Belón | 11 de noviembre |
| Deportivo Junín          | 1 - 1 | Juan Aurich         | Huancayo             | 11 de noviembre |

| Juan Aurich         | 0 - 0 | Colegio Nacional Iquitos | Elías Aguirre        | 18 de noviembre |
| Unión Huaral        | 3 - 1 | Defensor Lima            | Julio Lores Colan    | 18 de noviembre |
| Deportivo Municipal | 0 - 1 | León de Huánuco          | Nacional             | 18 de noviembre |
| Atlético Torino     | 0 - 1 | Universitario            | Campeonísimo         | 18 de noviembre |
| Alfonso Ugarte      | 1 - 1 | Alianza Lima             | Enrique Torres Belón | 18 de noviembre |
| Atlético Chalaco    | 1 - 3 | Sporting Cristal         | Telmo Carbajo        | 18 de noviembre |
| Deportivo Junín     | 2 - 3 | FBC Melgar               | Huancayo             | 18 de noviembre |
| Coronel Bolognesi   | 1 - 1 | Sport Boys               | Jorge Basadre        | 18 de noviembre |

| Alianza Lima    | 4 - 0 | Sporting Cristal         | Alejandro Villanueva | 25 de noviembre |
| FBC Melgar      | 0 - 1 | Universitario            | Mariano Melgar       | 25 de noviembre |
| Juan Aurich     | 2 - 2 | Atlético Chalaco         | Elías Aguirre        | 25 de noviembre |
| Sport Boys      | 2 - 1 | Deportivo Municipal      | Miguel Grau          | 25 de noviembre |
| Unión Huaral    | 2 - 1 | Deportivo Junín          | Julio Lores Colan    | 25 de noviembre |
| Atlético Torino | 3 - 0 | Coronel Bolognesi        | Campeonísimo         | 25 de noviembre |
| León de Huánuco | 1 - 0 | Alfonso Ugarte           | Heraclio Tapia       | 25 de noviembre |
| Defensor Lima   | 0 - 2 | Colegio Nacional Iquitos | Nacional             | 25 de noviembre |

| Sport Boys          | 1 - 0 | Defensor Lima            | Miguel Grau          | 1 de diciembre |
| Deportivo Municipal | 1 - 0 | Sporting Cristal         | Nacional             | 1 de diciembre |
| Alianza Lima        | 2 - 1 | Universitario            | Alejandro Villanueva | 2 de diciembre |
| Juan Aurich         | 2 - 0 | Coronel Bolognesi        | Elías Aguirre        | 2 de diciembre |
| Unión Huaral        | 0 - 1 | Colegio Nacional Iquitos | Julio Lores Colan    | 2 de diciembre |
| Alfonso Ugarte      | 7 - 0 | Atlético Torino          | Enrique Torres Belón | 2 de diciembre |
| Atlético Chalaco    | 2 - 0 | FBC Melgar               | Telmo Carbajo        | 2 de diciembre |
| Deportivo Junín     | 1 - 2 | León de Huánuco          | Huancayo             | 2 de diciembre |

| Deportivo Municipal | 0 - 1 | Alianza Lima             | Nacional          | 7 de diciembre |
| Sporting Cristal    | 3 - 0 | Colegio Nacional Iquitos | Nacional          | 8 de diciembre |
| Universitario       | 5 - 0 | Deportivo Junín          | Nacional          | 8 de diciembre |
| Atlético Chalaco    | 3 - 2 | Alfonso Ugarte           | Telmo Carbajo     | 8 de diciembre |
| FBC Melgar          | 4 - 1 | Defensor Lima            | Mariano Melgar    | 9 de diciembre |
| Unión Huaral        | 0 - 1 | Juan Aurich              | Julio Lores Colan | 9 de diciembre |
| Atlético Torino     | 1 - 2 | Sport Boys               | Campeonísimo      | 9 de diciembre |
| Coronel Bolognesi   | 3 - 2 | León de Huánuco          | Jorge Basadre     | 9 de diciembre |

| Universitario            | 3 - 1 | Unión Huaral      | Nacional             | 15 de diciembre |
| Deportivo Municipal      | 0 - 0 | Coronel Bolognesi | Nacional             | 15 de diciembre |
| Alianza Lima             | 2 - 0 | Juan Aurich       | Alejandro Villanueva | 16 de diciembre |
| FBC Melgar               | 0 - 1 | Atlético Torino   | Mariano Melgar       | 16 de diciembre |
| Colegio Nacional Iquitos | 1 - 0 | Deportivo Junín   | Max Agustín          | 16 de diciembre |
| León de Huánuco          | 0 - 0 | Sporting Cristal  | Heraclio Tapia       | 16 de diciembre |
| Alfonso Ugarte           | 0 - 0 | Sport Boys        | Enrique Torres Belón | 16 de diciembre |
| Defensor Lima            | 3 - 3 | Atlético Chalaco  | Nacional             | 16 de diciembre |

| Unión Huaral             | 1 - 0 | Atlético Torino     | Julio Lores Colan    | 20 de diciembre |
| Colegio Nacional Iquitos | 0 - 0 | FBC Melgar          | Max Agustín          | 20 de diciembre |
| Alfonso Ugarte           | 2 - 0 | Deportivo Municipal | Enrique Torres Belón | 20 de diciembre |
| Juan Aurich              | 0 - 0 | Sport Boys          | Elías Aguirre        | 21 de diciembre |
| Sporting Cristal         | 5 - 0 | Coronel Bolognesi   | Nacional             | 21 de diciembre |
| Defensor Lima            | 1 - 3 | León de Huánuco     | Nacional             | 21 de diciembre |
| Deportivo Junín          | 2 - 2 | Alianza Lima        | Huancayo             | 21 de diciembre |
| Atlético Chalaco         | 0 - 0 | Universitario       | Telmo Carbajo        | 22 de diciembre |

| Sporting Cristal  | 6 - 1 | Alfonso Ugarte           | Nacional          | 27 de diciembre |
| Universitario     | 4 - 0 | León de Huánuco          | Nacional          | 27 de diciembre |
| FBC Melgar        | 0 - 3 | Alianza Lima             | Mariano Melgar    | 28 de diciembre |
| Juan Aurich       | 1 - 1 | Deportivo Municipal      | Elías Aguirre     | 28 de diciembre |
| Sport Boys        | 4 - 1 | Deportivo Junín          | Miguel Grau       | 28 de diciembre |
| Unión Huaral      | 0 - 1 | Atlético Chalaco         | Julio Lores Colan | 28 de diciembre |
| Atlético Torino   | 1 - 1 | Colegio Nacional Iquitos | Campeonísimo      | 28 de diciembre |
| Coronel Bolognesi | 0 - 0 | Defensor Lima            | Jorge Basadre     | 28 de diciembre |

| Sporting Cristal         | 2 - 1 | Sport Boys        | Nacional             | 6 de enero |
| Unión Huaral             | 1 - 0 | FBC Melgar        | Julio Lores Colan    | 7 de enero |
| Deportivo Municipal      | 0 - 0 | Atlético Torino   | Nacional             | 7 de enero |
| León de Huánuco          | 0 - 0 | Juan Aurich       | Heraclio Tapia       | 7 de enero |
| Alfonso Ugarte           | 4 - 3 | Coronel Bolognesi | Enrique Torres Belón | 7 de enero |
| Defensor Lima            | 2 - 5 | Alianza Lima      | Nacional             | 7 de enero |
| Deportivo Junín          | 3 - 0 | Atlético Chalaco  | Huancayo             | 7 de enero |
| Colegio Nacional Iquitos | 0 - 2 | Universitario     | Walkover             | Walkover   |

| Sporting Cristal         | 5 - 2 | Unión Huaral     | Nacional      | 13 de enero |
| Defensor Lima            | 2 - 4 | Universitario    | Nacional      | 13 de enero |
| Juan Aurich              | 3 - 2 | FBC Melgar       | Elías Aguirre | 14 de enero |
| Sport Boys               | 2 - 1 | León de Huánuco  | Miguel Grau   | 14 de enero |
| Deportivo Municipal      | 0 - 1 | Atlético Chalaco | Nacional      | 14 de enero |
| Colegio Nacional Iquitos | 2 - 1 | Alfonso Ugarte   | Max Agustín   | 14 de enero |
| Deportivo Junín          | 2 - 1 | Atlético Torino  | Huancayo      | 14 de enero |
| Coronel Bolognesi        | 0 - 2 | Alianza Lima     | Jorge Basadre | 14 de enero |

| Sport Boys          | 5 - 1 | Unión Huaral             | Miguel Grau          | 20 de enero |
| Sporting Cristal    | 3 - 0 | Defensor Lima            | Nacional             | 20 de enero |
| Deportivo Municipal | 0 - 2 | Universitario            | Nacional             | 20 de enero |
| Alianza Lima (C)    | 2 - 0 | Atlético Chalaco         | Alejandro Villanueva | 21 de enero |
| FBC Melgar          | 2 - 1 | Coronel Bolognesi        | Mariano Melgar       | 21 de enero |
| Atlético Torino     | 1 - 3 | Juan Aurich              | Campeonísimo         | 21 de enero |
| León de Huánuco     | 1 - 1 | Colegio Nacional Iquitos | Heraclio Tapia       | 21 de enero |
| Alfonso Ugarte      | 2 - 0 | Deportivo Junín          | Enrique Torres Belón | 21 de enero |

### Tabla de resultados cruzados
| Local \ Visitante        | AUG | ALI | ACH | ATO | CNI | CBO | DLI | DJU | DMU | AUR | LHU | MEL | SBA | CRI | UHU | UNI |
| ------------------------ | --- | --- | --- | --- | --- | --- | --- | --- | --- | --- | --- | --- | --- | --- | --- | --- |
| Alfonso Ugarte           | —   | 1–1 | 2–2 | 7–0 | 6–2 | 4–3 | 1–1 | 2–0 | 2–0 | 0–0 | 0–2 | 1–2 | 0–0 | 2–0 | 2–0 | 3–1 |
| Alianza Lima             | 9–0 | —   | 2–0 | 1–0 | 2–1 | 0–1 | 1–2 | 3–0 | 1–0 | 2–0 | 6–0 | 3–1 | 2–1 | 4–0 | 5–1 | 2–1 |
| Atlético Chalaco         | 3–2 | 1–0 | —   | 3–1 | 1–0 | 1–1 | 4–2 | 0–1 | 0–1 | 0–0 | 1–2 | 2–0 | 2–0 | 1–3 | 2–2 | 0–0 |
| Atlético Torino          | 4–0 | 1–0 | 1–2 | —   | 1–1 | 3–0 | 2–1 | 2–1 | 1–0 | 1–3 | 2–1 | 0–0 | 1–2 | 0–2 | 3–3 | 0–1 |
| Colegio Nacional Iquitos | 2–1 | 1–0 | 2–1 | 1–2 | —   | 3–0 | 0–0 | 1–0 | 1–0 | 1–1 | 0–1 | 0–0 | 2–2 | 0–0 | 2–1 | 0–2 |
| Coronel Bolognesi        | 2–1 | 0–2 | 3–0 | 1–1 | 1–1 | —   | 0–0 | 2–1 | 1–1 | 1–3 | 3–2 | 0–0 | 1–1 | 1–0 | 1–2 | 2–0 |
| Defensor Lima            | 5–2 | 2–5 | 3–3 | 3–2 | 0–2 | 1–2 | —   | 4–1 | 1–3 | 0–2 | 1–3 | 0–1 | 1–5 | 0–5 | 1–1 | 2–4 |
| Deportivo Junín          | 1–0 | 2–2 | 3–0 | 2–1 | 1–1 | 1–0 | 5–3 | —   | 1–0 | 1–1 | 1–2 | 2–3 | 2–2 | 0–1 | 2–2 | 3–2 |
| Deportivo Municipal      | 2–0 | 0–1 | 0–1 | 0–0 | 3–1 | 0–0 | 1–2 | 3–2 | —   | 0–1 | 0–1 | 1–1 | 0–1 | 1–0 | 4–1 | 0–2 |
| Juan Aurich              | 1–1 | 0–0 | 2–2 | 2–0 | 0–0 | 2–0 | 4–1 | 3–1 | 1–1 | —   | 3–1 | 3–2 | 0–0 | 4–2 | 2–1 | 0–2 |
| León de Huánuco          | 1–0 | 0–1 | 2–1 | 1–1 | 1–1 | 0–0 | 0–1 | 1–0 | 0–0 | 0–0 | —   | 1–0 | 2–2 | 0–0 | 0–0 | 0–2 |
| FBC Melgar               | 2–1 | 0–3 | 3–1 | 0–1 | 2–1 | 2–1 | 4–1 | 5–0 | 1–0 | 2–0 | 1–1 | —   | 3–1 | 0–0 | 3–3 | 0–1 |
| Sport Boys               | 1–0 | 1–1 | 1–0 | 2–1 | 3–0 | 1–1 | 1–0 | 4–1 | 2–1 | 0–0 | 2–1 | 0–0 | —   | 2–5 | 5–1 | 0–2 |
| Sporting Cristal         | 6–1 | 2–1 | 1–1 | 3–2 | 3–0 | 5–0 | 3–0 | 5–0 | 2–1 | 1–0 | 1–1 | 0–0 | 2–1 | —   | 5–2 | 3–2 |
| Unión Huaral             | 3–0 | 0–1 | 0–1 | 1–0 | 0–1 | 3–1 | 3–1 | 2–1 | 0–1 | 0–1 | 1–0 | 1–0 | 3–0 | 1–0 | —   | 0–3 |
| Universitario            | 3–2 | 1–2 | 3–1 | 3–1 | 2–0 | 0–1 | 2–1 | 5–0 | 4–1 | 2–0 | 4–0 | 5–1 | 2–1 | 0–1 | 3–1 | —   |

## Goleadores
| Jugador | Jugador            | Goles | Equipo                    |
| ------- | ------------------ | ----- | ------------------------- |
| Peruano | Juan José Oré      | 19    | Universitario de Deportes |
| Peruano | José Leyva         | 18    | FBC Melgar                |
| Peruano | Francisco Montero  | 17    | Atlético Torino           |
| Peruano | Guillermo La Rosa  | 16    | Alianza Lima              |
| Peruano | Attilio Escate     | 15    | Sport Boys                |
| Peruano | Percy Rojas        | 15    | Sporting Cristal          |
| Peruano | Teófilo Cubillas   | 13    | Alianza Lima              |
| Peruano | José Cañamero      | 13    | Unión Huaral              |
| Peruano | Roberto Mosquera   | 12    | Sporting Cristal          |
| Peruano | Percy Vílchez      | 12    | Universitario de Deportes |
| Peruano | Juan José Ávalos   | 11    | Defensor Lima             |
| Peruano | Ernesto Neyra      | 11    | Alfonso Ugarte            |
| Peruano | Abel Lobatón       | 11    | Sport Boys                |
| Peruano | David Zuluaga      | 10    | Universitario de Deportes |
| Peruano | Eduardo Rey Muñoz  | 10    | Unión Huaral              |
| Peruano | Francisco Gonzales | 10    | Defensor Lima             |
| Peruano | Juan del Águila    | 10    | CNI de Iquitos            |

## Estadísticas
- Mejor Ataque: Alianza Lima 63 goles a favor.
- Mejor Defensa: Alianza Lima 20 goles en contra.
- Equipo con mayor cantidad de partidos ganados: Universitario de Deportes 21 triunfos.
- Equipo con menor cantidad de partidos perdidos: Juan Aurich 5 derrotas.
- Equipo con menor cantidad de partidos ganados: Defensor Lima 6 triunfos.
- Equipo con mayor cantidad de partidos perdidos: Defensor Lima 19 derrotas.
- Equipo con mayor cantidad de empates: Juan Aurich 12 empates.
- Equipo con menor cantidad de empates: Universitario de Deportes 1 empates.
- Equipo más goleado del torneo: Defensor Lima 72 goles en contra.
- Equipo menos goleador del torneo: Deportivo Municipal 25 goles a favor.
- Mayor goleada del torneo: Alianza Lima 9-0 Alfonso Ugarte.
- Racha más larga de victorias: 6 victorias consecutivas Universitario de Deportes (Jornada 10 – 15)
- Racha más larga de partidos sin perder: 7 partidos consecutivos Universitario de Deportes (Jornada 24 – 30)
- Racha más larga de derrotas: 4 derrotas consecutivas Defensor Lima (Jornada 21 – 24) y Alfonso Ugarte (Jornada 5 – 8)
- Racha más larga de partidos sin ganar: 8 partidos consecutivos Alfonso Ugarte (Jornada 3 – 11)